# Potiomkin (1887)
Potiomkin (ros. Потемкин) – rosyjski, radziecki, a następnie niemiecki statek na Morzu Czarnym.

## Służba
Statek został zbudowany w 1887 r. w brytyjskiej stoczni „R.& W. Hawthorn Leslie & Co” w Newcastle jako pasażersko-towarowy parochód dla Rosyjskiego Stowarzyszenia Statków Parowych i Handlu. Według części źródeł nastąpiło to w 1892 r. w stoczni w Mikołajowie. Funkcję kapitana pełnił Iwan Krutnikow. Portem macierzystym była Odessa.
Statek pływał na trasie Chersoń-Mikołajów-Odessa. W latach 1907–1909 przeszedł remont kapitalny w Odessie. 
Po wybuchu I wojny światowej wszedł w skład Floty Czarnomorskiej. W 1917 lub 1918 r. przemianowano go na „Potiomkin”. Jesienią 1918 r. w Odessie został przejęty przez wojska niemieckie, a następnie przez alianckich interwentów. Podczas ewakuacji wojsk francuskich z Odessy na początku kwietnia 1919 r., przepłynął na wody pobliskiej Zatoki Tendrowskiej, gdzie został porzucony. 15 maja tego roku zatonął podczas sztormu. W 1933 r. parochód został podniesiony z dna przez czarnomorskie przedsiębiorstwo EPRON. Po przejściu remontu w Odessie pływał ponownie po Morzu Czarnym. 
Po ataku wojsk niemieckich na ZSRR 22 czerwca 1941 r., został w sierpniu tego roku ewakuowany prawdopodobnie do Sewastopola. W grudniu zainstalowano na nim działo 76 mm. Funkcję kapitana objął T. M. Morozow. Pod koniec grudnia ewakuował z Sewastopola część żołnierzy broniących miasta. Od lutego do kwietnia 1942 r. przewoził różnego rodzaju towary z portów Kaukazu do Kerczu. 4 maja tego roku w porcie w Kamysz-Burun został zaatakowany przez niemieckie samoloty, w wyniku czego zginęło 30 członków załogi, zaś 25 było rannych. Na statku wybuchł pożar. Podczas odwrotu wojsk sowieckich z Cieśniny Kerczeńskiej jego kadłub 14 maja został wysadzony w powietrze i zatopiony. Na początku 1943 r. statek został przez Niemców podniesiony z dna, po czym wyremontowany w Mikołajowie, a następnie w rumuńskim Turnu Severin (według części źródeł w Gałaczu). Uzbrojono go w działo 88 mm, działko 37 mm i 4 działka 20 mm. Włączono go do Flotylli Dunajskiej Kriegsmarine pod nazwą „Sperrbrecher-194”. Pełnił zadania niszczyciela min. Od 1 sierpnia 1944 r. pod nazwą „SM-241” służył w 2 Flocie Obrony Wybrzeża Morza Czarnego. 
Część źródeł mówi, że statek 24 sierpnia tego roku zatonął na Dunaju w rejonie Gałacza. Według innych 25 sierpnia został zdobyty przez Sowietów w okolicy Braiły. Istnieje jeszcze wersja, że tego samego dnia zatopiła go sowiecka artyleria. We wrześniu jego kadłub został zdjęty z mielizny i odesłany do Odessy. W 1953 r. stał się hulkiem w porcie w Odessie, ale wkrótce oddano go na złom.